# 黄玉珩
黄玉珩（1932年10月—2023年2月25日），河北蠡县人，正军职退休干部，曾任武警部队黄金指挥部主任。

## 生平
黄玉珩1955年9月参加工作，1980年7月入伍，1953年4月加入中国共产党。历任车间副主任、副科长、办公室副主任，基建工程兵黄金指挥部后勤部部长，中国黄金总公司总经理等职。
2023年2月25日，黄玉珩因病于北京逝世，享年90岁。讣告刊登在5月25日的《解放军报》。